# Viktor Mutt
Viktor Mutt (* 29. Dezember 1923 in Dorpat (Tartu), Estland; † 9. September 1998 in Stockholm) war ein estnisch-schwedischer Chemiker (Peptidchemie, medizinische Chemie, Biochemie) und Endokrinologe, bekannt für Arbeiten zu gastrointestinalen Hormonen.

## Leben
Der Vater von Mutt war im Ersten Weltkrieg Offizier in der kaiserlich russischen Armee und war an der Erzielung der Unabhängigkeit  Estlands nach dem Ersten Weltkrieg beteiligt. Während sein Vater 1928 bis 1932 Generalkonsul von Estland in New York City war, wuchs auch Mutt dort auf.  Nach dem Abitur auf dem Humanistischen Gymnasium in Tartu 1943 wurde er durch die deutschen Besatzer im Bergbau zwangsverpflichtet, konnte aber in einem kleinen Fischerboot nach Finnland fliehen. Dort arbeitete er ein Jahr in der Landwirtschaft, bevor er 1944 nach Stockholm ging. Mit Hilfe von Erik Jorpes (Johan Erik Jorpes) vom Karolinska-Institut konnte er dort als technischer Assistent arbeiten und gleichzeitig sein schwedisches Abitur nachholen, was Voraussetzung für das Medizinstudium war. 1953 schloss er seine präklinischen Studien der Medizin am Karolinska-Institut ab (MB). Statt die klinische Ausbildung zu beginnen, wandte er sich aber der Forschung zu und wurde 1959 mit einer Dissertation über die Präparation von Sekretin am Karolinska-Institut in medizinischer Chemie promoviert. Danach war er Dozent am Karolinska-Institut, 1970 Assistenzprofessor und 1979 Professor für Biochemie.
1966 isolierte er mit Johan Erik Jorpes das Peptidhormon Cholecystokinin (CCK) und entdeckte, dass es mit Pankreozymin identisch war. Weitere frühe Arbeiten waren über Sekretin, das er ebenso wie CCK sequenzierte. Ab den 1960er Jahren baute er sein Labor zu einem Zentrum internationaler Forschung zu Peptidhormonen. Er entdeckte, isolierte und sequenzierte an seinem Labor noch viele weitere Peptidwirkstoffe des Gastrointestinaltrakts und Neuropeptide.
1976 erhielt er den Beaumont Prize der American Gastroenerological Association und 1984 die Max-Bergmann-Medaille. 1986 wurde er Mitglied der National Academy of Sciences und 1992 der American Academy of Arts and Sciences. 1987 erhielt er den InBev-Baillet Latour Health Prize, 1992 den Josef Rudinger Memorial Award.